# 莫纳恰多莱讷
莫纳恰多莱讷（法語：Monacia-d'Aullène，法語發音：[mɔnatʃ(j)a dolɛn]）是法国南科西嘉省的一个市镇，属于萨尔泰讷区。

## 地理
莫纳恰多莱讷（41°30'48"N, 9°0'42"E）面积39.85 平方千米，位于法国南科西嘉省，该省份位于科西嘉南部，后者为地中海西部的一座岛屿，也是法国的一个单一领土集体，位于法国大陆部分的东南面，意大利半島的西面，最临近的地块是撒丁岛。
与莫纳恰多莱讷接壤的市镇（或旧市镇、城区）包括：皮亚诺托利-卡尔达雷洛、薩爾泰訥。

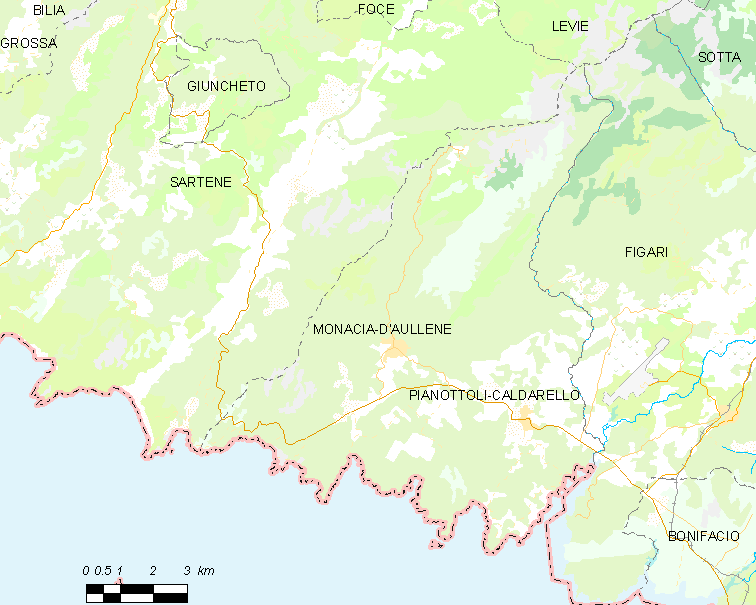
莫纳恰多莱讷的OSM定位图

莫纳恰多莱讷的时区为UTC+01:00、UTC+02:00（夏令时）。

## 行政
莫纳恰多莱讷的邮政编码为20171，INSEE市镇编码为2A163。

## 政治
莫纳恰多莱讷所属的省级选区为大南部县。

## 人口

1962-2008年间莫纳恰多莱讷人口变化图示

莫纳恰多莱讷于2022年1月1日时的人口数量为546人。